# アルトゥール・マスアク
フカ＝アルトゥール・マスアク・カウェラ（Fuka-Arthur Masuaku Kawela、1993年11月7日 - ）は、フランス・リール出身のプロサッカー選手。コンゴ民主共和国代表。プレミアリーグ・サンダーランドAFC所属。ポジションは、ディフェンダー。

## クラブ経歴

### 初期
RCランスの下部組織でプレーを始め、2008年にヴァランシエンヌFCの下部組織に移籍。2013年8月のトゥールーズFC戦でトップチームデビュー。2014年1月のオリンピック・マルセイユ戦で初ゴール。

### オリンピアコス
2014年7月、オリンピアコスFCに移籍。リーグ第3節でデビューし、3日後のアトレティコ・マドリード戦でCL初出場と初得点を決め、3-2の勝利に貢献した。2015年5月にユベントスFCなどが関心を示し、7月にはジェノアCFCが400万ユーロに加えヨアンニス・フェトファツィディスを譲渡するというオファーを提示したが、オリンピアコスが拒否した。

### ウェストハム
2016年8月、ウェストハム・ユナイテッドFCに620万ポンドで移籍。契約は4年間。8月15日のチェルシーFC戦でデビューした。
2018年1月27日のFAカップ・ウィガン・アスレティックFC戦で相手のニック・パウエルに唾吐き行為をし、SNSで後に謝罪したが、6試合の出場停止処分を受けた。
2019年7月29日、トッテナム・ホットスパーFCなどが注視する中、ウェストハムとの契約を2024年まで延長した。

### ベシクタシュ
2022年8月2日、スュペル・リグ・ベシクタシュJKにレンタル移籍。

## タイトル

### クラブ
オリンピアコス
- ギリシャ・スーパーリーグ:2
  - 2014-15, 2015-16